# 47-й Берлинский международный кинофестиваль
47-й Берлинский международный кинофестиваль проходил с 13 по 24 февраля 1997 года в Берлине.

## Жюри
- Жак Ланг (председатель жюри)
- Харк Бом
- Ферид Богхедир
- Мэгги Чун
- Фред Гронич
- Дэвид Хэа
- Пер Хольст
- Болеслав Михалек
- Умберто Солас
- Марианн Сагебрехт
- Нин Ин

## Конкурсная программа
- Суровое испытание, режиссёр Николас Хайтнер
- Английский пациент, режиссёр Энтони Мингелла
- Садись в автобус, режиссёр Спайк Ли
- Генеалогия преступления, режиссёр Рауль Руис
- Река, режиссёр Цай Минлян
- В любви и войне, режиссёр Ричард Аттенборо
- Остров на Птичьей улице, режиссёр Сёрен Краг-Якобсен
- Жизнь – это стройплощадка, режиссёр Вольфганг Беккер
- Под западным взглядом, режиссёр Йосеф Пичхадзе
- Война Люси, режиссёр Клод Берри
- Надзор, режиссёр Хуан Цзяньсинь
- Четыре дня в сентябре, режиссёр Бруну Баррету
- Девочка Никто, режиссёр Анджей Вайда
- Народ против Ларри Флинта, режиссёр Милош Форман
- Порт Джема, режиссёр Эрик Хойманн
- Ромео + Джульетта, режиссёр Баз Лурман
- Роузвуд, режиссёр Джон Синглтон
- Вива эротика, режиссёр Тун-Шин Йи
- Секреты сердца, режиссёр Мончо Армендарис
- Лунная серенада, режиссёр Масахиро Синода
- Снежное чувство Смиллы, режиссёр Билле Аугуст
- Территория команчей, режиссёр Херардо Эрреро
- Три истории, режиссёр Кира Муратова
- Город-близнец, режиссёр Кевин Аллен
- Кухня, режиссёр Йим Хо

## Награды
- Золотой медведь:
  - Народ против Ларри Флинта, режиссёр Милош Форман
- Золотой медведь за лучший короткометражный фильм:
  - Последние новости
- Серебряный медведь:
- Серебряный медведь за лучшую мужскую роль:
  - Леонардо Ди Каприо — Ромео + Джульетта
- Серебряный медведь за лучшую женскую роль
  - Жюльет Бинош — Английский пациент
- Серебряный медведь за лучшую режиссёрскую работу:
  - Эрик Хойманн — Порт Джема
- Серебряный медведь за лучший короткометражный фильм:
  - Поздно ночью
- Серебряный медведь за выдающиеся персональные достижения:
  - Збигнев Прайснер — Остров на Птичьей улице
- Серебряный медведь - специальный приз жюри:
  - Река
- Особое упоминание:
  - Садись в автобус
  - Девочка Никто
  - Остров на Птичьей улице
  - Жизнь – это стройплощадка
- Почётный приз Berlinale Camera Award:
  - Лорен Бэколл
  - Энн Хуи
  - Армин Мюллер-Шталь
  - Франц Зайц
- Приз Teddy (кино, посвящённое теме сексуальных меньшинств):
- Приз Teddy за лучший короткометражный фильм:
  - Любовные героини
- Приз Teddy за лучший художественный фильм:
  - Убийство и убийство
- Приз Альфреда Бауэра:
  - Ромео + Джульетта
- Специальный приз фестиваля Blue Angel за лучший европейский фильм:
  - Секреты сердца
- Приз Caligari за инновации в Программе молодого кино:
  - Никому нет дела
- Приз Peace Film Award
  - По окончании сезона
- Приз имени Вольфганга Штаудте:
  - Пейзажи памяти
- Приз газеты Siegessäule:
  - Всё обо мне